# 谷本七星
谷本 七星（たにもと ななせ 2002年6月2日 - ）は、日本の陸上競技選手。専門は中距離走、長距離走。

## 経歴
広島県出身。広島市立国泰寺中学校、広島市立舟入高等学校を卒業。
中3で全日本中学陸上1500mに出場した。故障から回復した高2の冬から実力を発揮できるようになり、全国女子駅伝、クロスカントリー日本選手権で活躍。高3ではインターハイの代替大会「全国高等学校陸上競技大会2020」3000mで8位入賞を果たした。
高校卒業後は名城大学人間学部に進学し女子駅伝部に所属している。

## 人物
大学1年時に緑膿菌感染症に罹患して眼鏡着用が必須になった。病気の完治後もトレードマークになったとして、眼鏡を継続している。それ以来、眼鏡にヘアバンド着用で走る姿が大学陸上界では有名になっている。

## 主な記録
| 年     | 大会                                      | 種目    | 順位          | 備考         |
| ------ | ----------------------------------------- | ------- | ------------- | ------------ |
| 2020年 | 全国女子駅伝                              | 6区     | 区間8位       | 広島県18位   |
|        | クロスカントリー日本選手権                | U20 6km | 14位          |              |
|        | 全国高等学校陸上競技大会2020              | 3000m   | 8位           |              |
| 2021年 | ＧＰシリーズDenka Athletics Challenge Cup | 1500m   | 10位          |              |
|        | U20日本選手権                             | 1500m   | 4位           |              |
|        | U20日本選手権                             | 3000mSC | 優勝          |              |
|        | 日本インカレ                              | 1500m   | 7位           |              |
|        | 日本インカレ                              | 3000mSC | 6位           |              |
|        | 全日本大学女子(杜の都)駅伝                | 4区     | 区間賞/区間新 | 名城大学優勝 |